# Juan Pablo II (Jalisco)
Juan Pablo II es una localidad del estado mexicano de Jalisco. Es parte del municipio de Tepatitlán de Morelos.

## Toponimia
El nombre de la localidad rinde homenaje a Juan Pablo II, Papa de la Iglesia Católica de 1978 a 2005.

## Demografía
| Censo | Población |
| ----- | --------- |
| 2010  | 19        |
| 2020  | 1 569     |